# Francisco Castellón
Don Francisco Castellón est un homme politique nicaraguayen, ancien président du Nicaragua de 1854 à 1855, pendant la guerre civile, après avoir été l'un des principaux promoteurs du projet de canal du Nicaragua.

## Histoire
Avocat à León, il est premier ministre sous Patricio Rivas, puis évincé en 1841 par Pablo Buitrago y Benavent (en), avant de revenir au gouvernement en 1843 sous Manuel Perez. En 1844, il est envoyé en France, auprès du roi Louis-Philippe, pour réclamer, sans succès, sa protection, en échange d'avantages commerciaux, comme le projet de canal du Nicaragua.
Don Francisco Castellon en profite pour visiter Louis Napoléon Bonaparte, prisonnier au fort de Ham, qui avait été approché déjà deux plus tôt. Don Francisco le relance par courrier, alors qu'il hésite. Puis il conclut un traité avec une compagnie belge, sous les auspices du roi Léopold Ier de Belgique.
Toujours motivé par ce projet de canal du Nicaragua, il confie ensuite à l'Accessory Transit Company, fondée par l'homme d'affaires américain Cornelius Vanderbilt, un des principaux itinéraires commerciaux entre New York et San Francisco passant par le Nicaragua. Les bateaux remontaient le fleuve San Juan jusqu’au lac Nicaragua, puis les marchandises étaient acheminées par la terre sur une courte distance avant d'atteindre l'océan Pacifique et de réembarquer vers la Californie.
Il est ensuite ministre sous Laureano Pineda au cours de la période 1851-1853. En 1853, candidat du parti libéral, il affronte le candidat du parti conservateur Fruto Chamorro et perd de très peu, sur fond d'accusations de fraude. Chamorro transfère le gouvernement de Managua à Granada, et promulgue une nouvelle constitution. Francisco Castellón, Máximo Jerez, et José María Valle, créent leur propre gouvernement à León, dont Castellón devient le président le 11 juin 1854.
Après une défaite militaire contre Fruto Chamorro, Castellón doit faire appel au pirate William Walker en juin 1855. Le 1er septembre, Walker et ses hommes battent l'armée nationale nicaraguayenne à La Virgen et s'emparent un mois plus tard de la capitale, Granada. Ils décident de s'emparer de la voie commerciale développée par Vanderbilt.
Entretemps, Castellón meurt du choléra le 8 septembre 1855 et a pour successeur le président Nazario Escoto.